# Entdiglossierung
Entdiglossierung ist ein sprachwissenschaftlicher Begriff, der das Ende oder Abklingen einer Diglossie bezeichnet. In einer Diglossiesituation lebende Menschen benutzen in ihrem Alltag zwei Sprachen, die für klar getrennte Lebensbereiche zuständig sind. Zum Beispiel redet die deutschsprachige Bevölkerung der Schweiz im Alltag meist in ihrem jeweiligen Schweizerdeutschen Dialekt, schreibt und liest aber so gut wie ausschließlich Standarddeutsch.
Eine Entdiglossierung beendet diese funktionale Spezialisierung des Sprachvermögens.
Das kann zum Beispiel durch die Entstehung eines Dialekt-Standard-Kontinuums geschehen, in dem sich ein fließender Übergang zwischen den beiden Sprachvarietäten herausbildet, wenn beide hinreichend nahe miteinander verwandt sind.
Eine andere Möglichkeit ist das Aufgeben einer der Sprachen. Das ist in vielen Einwanderergruppen der Fall, die in ihrer Anfangszeit die Sprache der alten Heimat verwenden, die aber nach einigen Generationen kaum noch genutzt und von den jüngeren Mitgliedern dann nicht mehr gelernt und weitergegeben werden.
Das Ende einer Diglossie kann auch durch das Schwinden der funktionalen Trennung zwischen den Sprachen erfolgen. Wenn sich die sprachlichen Domänen der Verwendung einander annähern und durchmischen, werden die Sprachen nicht mehr diglossisch, sondern freier verwendet. Dann bildet sich eine normale Mehrsprachigkeit aus, die durch parallele Verwendung, Sprachwechsel und möglicherweise eine beginnende Vermischung der Sprachen gekennzeichnet ist.